# Uvelse
Uvelse er en lille by i Nordsjælland med 1.065 indbyggere  (2024). Uvelse er beliggende i Uvelse Sogn fem kilometer nordøst for Slangerup, fem kilometer nordvest for Lynge, ni kilometer sydvest for Hillerød og 35 kilometer nordvest for Københavns centrum. Byen tilhører Hillerød Kommune og er beliggende i Region Hovedstaden.
Bøger Om Byen:
- Uvelse Sogn Gennem 100 år - af Hans Andersen fra 1988

En omfattende topografisk beskrivelse af Uvelse sogn i Nordsjælland.